# Eva Walch
Eva Walch (* 1939 in Berlin als Eva Hase) ist eine deutsche Anglistin und Romanistin, Übersetzerin und Dramaturgin. Sie übersetzte in der Zeit der DDR zahlreiche Werke der klassischen und modernen englischsprachigen Literatur. Bis in die 2000er Jahre war sie als Theater- und Operndramaturgin tätig.

## Leben
Eva Walch studierte von 1957 bis 1962 Anglistik, Amerikanistik und Romanistik an der Humboldt-Universität zu Berlin. Danach arbeitete sie dort bis 1985 als Lehrerin für die englische Sprachausbildung. Im Jahr 1978 beendete sie ihre Promotion zum Thema Zur Praxis und Kritik der Shakespeare-Übersetzung in der DDR. Von 1985 bis 2000 war sie Dramaturgin am Deutschen Theater in Berlin. Außerdem wirkte sie als Operndramaturgin in Wien, Salzburg und München, darunter für Inszenierungen von Richard Wagners Die Meistersinger von Nürnberg (Bayerische Staatsoper) und Der fliegende Holländer (Wiener Staatsoper). Sie hatte auch Lehraufträge an der Freien Universität Berlin inne.

## Werke als Übersetzerin
Fürs Theater schuf Walch eine Reihe von Neuübersetzungen der Werke von William Shakespeare, darunter Die Komödie der Irrungen (Volksbühne Berlin, 1991), Die lustigen Weiber von Windsor (Landestheater Altenburg, 1986), Was ihr wollt und König Richard II. Aus dem Französischen übersetzte sie u. a. Herr von Pourceaugnac und Sganarelle von Molière sowie König Ubu von Alfred Jarry.
1978 erschien in der DDR im Verlag Das Neue Berlin ihre Übersetzung von Aldous Huxleys Roman Schöne Neue Welt. Diese verwendete im Unterschied zur Erstübersetzung von 1932 die originalen Personen- und Ortsnamen. 1988 erschien davon eine weitere Ausgabe im Reclam-Verlag Leipzig.
Unter dem anhaltenden Interesse an diesem Roman entstanden an Universitäten zwei Masterarbeiten, die die unterschiedlichen Übersetzungen dieses Romans verglichen, darunter auch die Fassung von Eva Walch: 2007 von Maria Reinhard an der University of Waterloo und 2017 von Anna Magdalena Polyzoides an der Universität Wien.